# Neufahrn bei Freising
Neufahrn bei Freising este o comună din landul Bavaria, Germania.